# قره‌مرسل
قره‌مرسل (به ترکی استانبولی: Karamürsel) شهری است در کشور ترکیه که در استان قوجاایلی واقع شده‌است. جمعیت این شهر بر اساس سرشماری سال ۲۰۰۸ میلادی ۴۴٬۹۲۵ نفر و بر اساس برآوردهای سال ۲۰۰۹ میلادی ۴۶٬۱۳۲ نفر می‌باشد.